# Амгинский наслег (Амгинский улус)
Амгинский наслег — сельское поселение в Амгинском улусе Якутии Российской Федерации.
Административный центр — село Амга.

## История
Статус и границы сельского поселения установлены Законом Республики Саха (Якутия) от 30 ноября 2004 года N 173-З N 353-III «Об установлении границ и о наделении статусом городского и сельского поселений муниципальных образований Республики Саха (Якутия)»

## Население
| 2002  | 2010  | 2011  | 2012  | 2013  | 2014  | 2015  |
| ----- | ----- | ----- | ----- | ----- | ----- | ----- |
| 6359  | ↗6533 | ↘6524 | ↘6492 | ↗6541 | ↗6555 | ↘6554 |
| 2016  | 2017  | 2018  | 2019  | 2020  | 2021  |       |
| ↗6578 | ↗6598 | ↗6626 | ↘6590 | ↗6649 | ↗6667 |       |

## Состав сельского поселения
| № | Населённый пункт | Тип населённого пункта       | Население |
| - | ---------------- | ---------------------------- | --------- |
| 1 | Амга             | село, административный центр | ↗6667     |